# Hậu Liêu
Hậu Liêu (giản thể: 后辽; phồn thể: 後遼; bính âm: Hòu Liáo) là chính quyền ở phía Đông Liêu không chịu quy phục quý tộc Mông Cổ và lập nên chính quyền riêng. Năm 1215, Gia Luật Lưu Ca công chiếm Đông Kinh, bộ tướng Gia Luật Tư Bất và những người khác khuyến nghị Lưu Ca xưng đế, thoát khỏi sự khống chế của Mông Cổ. Song Lưu Ca không nghe theo và vẫn quy thuận Thành Cát Tư Hãn, Thành Cát Tư Hãn phong cho Lưu Ca là Liêu Vương. 
Năm 1216, em trai của Đông Liêu Vương, Gia Luật Tư Bất giết sứ giả Mông Cổ, xưng đế tại Trừng Châu (nay là Hải Thành, An Sơn, Liêu Ninh), lấy quốc hiệu là Liêu, sử gọi là Hậu Liêu, niên hiệu là Thiên Uy. 
Ngay sau đó, Gia Luật Tư Bất bị thuộc hạ giết, thừa tướng Gia Luật Khất Nô giám quốc. 
Nhà Kim phái binh tấn công, Gia Luật Khất Nô bại trận, đến Áp Lục Giang thì bị Gia Luật Kim Sơn giết. Gia Luật Kim Sơn khi đó đang ở đất Cao Ly, tự xưng làm quốc vương Đại Liêu, lấy niên hiệu là Thiên Đức. 
Quốc vương Cao Ly là Cao Tông Vương Hạo phái Kim Tựu Lệ (김취려) đến đánh Gia Luật Kim Sơn. Bại trận, Gia Luật Kim Sơn chuyển quân đến Tây Kinh của Cao Ly là Bình Nhưỡng, vượt Đại Đồng Giang. 
Năm 1217, Kim Sơn bị bộ hạ là Gia Luật Thống Cổ Dữ sát hại, sau đó người này lại bị Gia Luật Hảm Xá giết. Sau khi Hậu Liêu có chiến sự, đại quân Mông Cổ cùng Gia Luật Lưu Ca tiếng đánh Hảm Xá, Cao Ly cũng gửi quân và chi viện. Năm 1219, Hảm Xá bại trận tự sát, Hậu Liêu diệt vong. Hậu Liêu là chính quyền cuối cùng do các thành viên gia tộc Gia Luật lập nên nhằm phục nước Liêu.

## Vua Hậu Liêu
| Tên                  | Niên hiệu | Thời gian tại vị |
| -------------------- | --------- | ---------------- |
| Gia Luật Tư Bất      | Thiên Uy  | 1216             |
| Gia Luật Khất Nô     | Thiên Hựu | 1216             |
| Gia Luật Kim Sơn     | Thiên Đức | 1216-1217        |
| Gia Luật Thống Cổ Dữ |           | 1217-1218        |
| Gia Luật Hảm Xá      |           | 1218-1219        |